# 耶穌聖心堂 (南充)
耶穌聖心堂，俗稱南充天主堂，是天主教順慶教區的主教座堂。教堂位於四川省南充市順慶區大北街，建築年代判定為1933年。2007年6月1日公佈為四川省第七批文物保護單位。
2010年該堂組織了「敬禮耶穌聖心」見證，並於同年11月3日首瞻禮六成立「耶穌聖心善會」，同時祝聖耶穌聖心銅像。時任堂區神父的陳功鰲在成立大會結束後回顧了堂區敬禮耶穌聖心的歷史。

## 外部連結
- .   [2024-09-25]. （原始内容存档于2024-09-25）.